# Attaque du 3 février 2015 à Nice
Pour les articles homonymes, voir Attentat de Nice.
L'attaque du 3 février 2015 à Nice est une attaque terroriste survenue le 3 février 2015 à Nice, en France lorsque trois soldats gardant un centre communautaire juif ont été attaqués au couteau par Moussa Coulibaly, un terroriste solitaire,. Il meurt dix ans plus tard en détention, après avoir été condamné à trente ans de réclusion criminelle.

## Contexte
Moussa Coulibaly avait déjà été condamné par le passé pour des faits de droit commun tels que des vols, l'usage de stupéfiants ou des outrages à des forces de l'ordre,. 
En décembre 2014, il est interrogé pour avoir fait du « prosélytisme agressif » dans un gymnase de Mantes-la-Jolie, où il vivait avec ses parents, ses frères et sœurs. 
Le 28 janvier 2015, il s'envole pour la Turquie, une destination populaire à l'époque pour les jeunes européens ayant l'intention de se battre pour l'État islamique en Irak et au Levant, mais la Direction générale de la Sécurité intérieure (DGSI) contactent les autorités turques qui le renvoient immédiatement en France dès son arrivée sur le sol turc, à l’aéroport Atatürk d’Istanbul le 29 janvier,.
Lors d'une perquisition à l'hôtel où il séjournait au moment de l'attaque, près de la gare de Nice-Ville, la police trouve un document faisant référence à l'islam, sans évoquer un projet d'attentat.

## Attaque
Trois soldats patrouillent devant un bâtiment communal abritant une station de radio juive lorsque Moussa Coulibaly se précipite sur l'un des soldats avec un couteau de 20 centimètres visant sa gorge. Il blesse alors un soldat au visage avant de blesser un autre au bras. Les gilets pare-balles portés par les soldats permettent d'éviter des blessures plus graves.
Coulibaly est finalement arrêté alors qu'il tentait de fuir. Deux complices auraient fui les lieux et n'ont pas été appréhendés.
Après son arrestation, il évoque sa haine envers la France, les Juifs et les militaires lors de sa garde à vue,.

## Poursuites
Le 7 février, il est finalement inculpé pour « tentative d'assassinat en relation avec une entreprise terroriste »,. Le 14 février 2019, les juges d'instruction le renvoient devant la Cour d'assises spéciale de Paris pour être jugé pour ces faits. Le 12 décembre 2019, la cour le reconnaît coupable et suit les réquisitions du procureur, le condamne à une peine de 30 années de prison assortie d'une période de sûreté des 2/3. Il ne fait pas appel, ce qui rend sa condamnation définitive.
Il meurt en détention suite à une crise cardiaque, le 3 février 2025, à l'âge de 41 ans, exactement dix ans après son attentat. 